# Now United
A Now United (rövidítve NU) nemzetközi tini popzenei csoport, amelyet az Idols alkotója, Simon Fuller alapított Los Angelesben, Kaliforniában 2017 augusztusában. Hivatalosan 2018 közepén indult. Eredetileg 14 tagból állt, 14 különböző országból. Most 19 ország van a csoporton belül képviselve és 22 tagból áll a csoport. A csoport jelenleg rendelkezik Nem Aktív tagokkal, a többi szólókarrierbe kezdett vagy inaktív. Minden tag más országot képvisel, ezért végtelen lehetőség van arra, hogy új tagok érkezzenek a csoportba időről-időre.

## Történet

### 2017: Debütálás, Bejelentés és aSummer In The City
2016 közepén az Idols alkotója és a Spice Girls menedzsere, Simon Fuller elkezdte keresni a tehetségeket, teljesítendő a tervet, hogy globális popcsoportot hozzanak létre a világ minden részéről érkező tagokkal. A kiválasztásra olyan digitális platformok segítségével került sor, mint az Instagram, a Facebook, a YouTube és a TikTok, valamint a tánciskolák és zeneakadémiák, szakértő koreográfusok, vokális edzők, dalszerzők segítségével. 
Fuller 2017 szeptemberében megerősítette a Music Business Worldwide (MBW) munkatársának, hogy "a Now United 11 fiataljának toborzása érdekében 20 embert alkalmazott 18 hónapon keresztül a világ bejárására, és egyszerre 10-20 fős csoportokkal tartott meghallgatásokat. De miután megismerte a különféle fiatalok tehetségét, úgy döntött, hogy egy 14 tagú, különböző nemzetiségű csoportot hoz létre, és a jövőben további tagokat is felvehet, ha a közönség reagál a zenéjükre. 2017. november 11. és 22. között a tagok bemutatásra kerültek. November 13-án jelent meg a teljes csoport első kedvcsinálója, a lemez producere és RedOne "Boom Boom " című dalában. 
2017. december 5-én a Now United kiadta első "Summer in the City" című kislemezét Al Gore " 24 Hours of Reality " című globális adásában, amelynek célja a globális klímaválság körüli tudatosság növelése.

### 2018: Debütálás, Promo World Tour és Pepsi
2018 áprilisától a csoport megkezdte Promo World Tour című turnéját, ahol számos tévéműsorban szerepeltek a különböző országokban, valamint felléptek.A turné Moszkvában kezdődött, ahol első alkalommal a televízióban mutatkoztak be a "Summer in the City" című előadással a The Voice Kids című orosz műsor fináléjában. 2018 végén a csoport bejárta a tagok összes országát és két másik országot is, Svédországot és Ausztriát .
Május 30-án Now United szerepelt a "One World" kislemezben, a csoport első együttműködésében a RedOne-nal és Adelinával. A Daniel Zlotin rendezésében készült videódalt az összes beIN Sports csatorna bemutatta a FIFA világbajnokság alatt Közel-Keleten, Észak-Afrikában és Franciaországban. A dal a beIN Sports zenei aláírása volt a verseny során.
Július 5-én Now United az Egyesült Államokban debütált a The Late Late Show-n, James Corden előadta új dalát, a What Are We Waiting Fort. Kevesebb, mint három hónap múlva a csoportnak három kislemeze lett, július 24-én közzétette a Dél-Koreában forgatott "What Are We Waiting For" hivatalos videóklipet; szeptember 28-án "Who Would Think That Love?" Mexikóban forgatták; november 6-án pedig "All Day", Kaliforniában forgatták. Indiai turnéjuk során a Now United december 15-én forgatta és kiadta a "How We Do It" -t, amelyben Badshah indiai rapper szerepelt. 
2019. január 29-én megjelent az Indiában is forgatott "Beautiful Life" is. December 29-én jelent meg a, Dreams Come True: The Documentary amely a csoport megalakulási folyamatát mutatja be.

### 2019: Speciális Olimpia és a Dreams Come True Tour
A Fülöp-szigeteki turné során a Now United március 17-én forgatta és kiadta a "Afraid of Letting Go"-t. AC Bonifacio kanadai-fülöp-szigeteki táncosnak, aki korábban a Dreams Come True: The Documentary című filmben is szerepelt, volt egy színházi szerepe.
Április 28-án megjelent a Fülöp-szigeteken is forgatott "Sundin Ang Puso", amely a csoport és a Pepsi, "For the Love of It" társulásának filippínó nyelvű változata volt. A csoport részt vett a 2019-es Speciális Olimpia Nyári Világjátékok Abu Dhabiban rendezett megnyitóján is. Június 7-én megjelent a Brazíliában forgatott "Paraná". 2019 közepén bejelentették, hogy két új tagot vesznek fel a Now Unitedba. A kiválasztásra a közösségi médián keresztül került sor, ahol a rajongók eldönthették, hogy melyik ország és mely tagok legyenek a csoport tagjai. Bejelentették, hogy az első új tag Ausztráliából, később a második tag pedig Közel-Keletről vagy Észak-Afrikából fog származni. 2019. június 1-én a csoport élőben szerepelt az UEFA Bajnokok Ligája 2019-es madridi döntőjén. Július 25-én a Now United kiadta a "Sunday Morning"-ot. Augusztus 11-én jelent meg a Crazy Stupid Silly Love című klip, melyben a Velocity Dance Convention táncosai vettek részt, és amelyet az amerikai Las Vegasban forgattak, és Kyle Hanagami rendezte. Az azt követő hónapban szeptember 8-án jelent meg a "Like That". A csoport a Pepsi és a YouTube Music együttműködésével a világ számos YouTube Space-országában is utazott és fellépett. A november 14-én megjelent turnén a "Legends" című kislemez amihez videóklipet is forgattak. Szeptember 20-án megjelent a "You Give Me Something". A dal James Morrison dalának kétnyelvű feldolgozása, angol és portugál nyelven Lamar Morris és Any Gabrielly tagok éneklik.
A csoport 2019 novemberében bejárta Brazíliát, a Dreams Come True Tour keretében.
December 15-én jelent meg a Rio Na Jane Na-i Városi Színházban forgatott "Na Na Na", 2020. szeptember 2-án pedig spanyol változata. December 28-án jelent meg a "Let Me Be the One". Különböző országokban forgatták, a csoport klipjeivel a színpadon.

### 2020: Karantén, Come Together Tour, Egyesült Arab Emírségek és Új Tagok
Now United kiadta a "Live This Moment" című kislemezét, amelyben csak Bailey, Josh, Krystian és Noah szerepelt 2020. február 12-én. Március 7-én megjelent a "Come Together". Később meghirdették a Come Together Tourt, amelyet Brazíliában rendeztek volna, de amikor a világ legtöbb országát karanténba helyezték a COVID-19 járvány miatt, a turnét elhalasztották, aminek következtében a csoport tagjai visszatértek hazájukba.
Április 3-án jelent meg a "Wake Up" című kislemezük, amelyet a járvány előtt vettek fel Orange County-ban (Kalifornia). Szintén április 3-án a csoport elindította a "Hoops" című videót, de később törölték, a Korán könyvével kapcsolatos problémák miatt. Megjelent később a "By My Side", amelyet a tagok a saját országukban vettek fel világjárvány miatt. Április 30-án "Better" címmel megjelent egy dal, amelyet eredetileg már rögzítettek 2018 márciusában Május 8-án megjelent a "Dana Dana", amelyet minden tag saját otthonában rögzített. Május 29-én jelent meg a "Let the Music Move You" című kislemezük, majd június 18-án pedig a ZEPETO alkalmazás közreműködésével megjelent ugyanez animációs videoklipje. Június 23-án megjelent az "Stand Together", amelyet a világban zajló események (Black Lives Matter és a COVID-19 járvány) támogatására használtak fel. Június 30-án megjelent a "Better" című kislemezhez a dalszöveggel ellátott videó. Július 29-én a Now United kiadott egy mashup-ot az összes eddig megjelent számaikból, amelyek egymilliárd megtekintést ünnepeltek a YouTube-on. Július 30-án jelent meg a "Show You How to Love" című kislemezük. Augusztus 8-án megjelent a „Nobody Fools Me Twice”. A videoklipet Heyoon lakásában vették fel. Augusztus 18-án megjelent a „Feel It Now”, amelyet minden tag a saját hazájában forgatott.Szeptember 2-án jelent meg a "Na Na Na" spanyol változatának videoklipje, szeptember 11-én pedig digitális platformokon jelent meg a kislemez.
A Hollywood Fixnek szeptember 5-én adott interjújában Diarra megerősítette távozását a csoportból.
A "The Weekend's Here" című kislemez szeptember 18-án jelent meg. A klipben Heyoon, Sofya, Sina és Savannah szerepel . A klip forgatására a dubai Al Seef Heritage és a Paramount Hotelben került sor, Heyoon pedig társrendező volt.
Három nappal később Simon Fuller videohívás útján hivatalosan is megerősítette, hogy az új tag, Nour Ardakani csatlakozik a csoporthoz. Libanonból származik, ő lesz az első tag, aki a közel-keleti régió képviselőjeként fog szolgálni.
Szeptember 30-án a Now United kiadott egy újabb kislemezt, "Somebody" névvel, amelyben Heyoon, Sofya, Sina és Savannah szerepelt, Heyoon pedig ismét társrendező volt. Október 7-én a Now United kiadott egy újabb kislemezt "Chained Up" néven, amelyen a Now United fiúi, Lamar, Josh, Krystian, Bailey és Noah, valamint Heyoon vendégszereplésével készült felvétel szerepelt, amelyet Dubajban és a fiúk országában forgattak. Október 10-én a Now United minden digitális platformon kiadta a "Paradise" című kislemezét. Másnap a Now United kihívta az Unitereket, hogy készítsék el a hivatalos koreográfiát a "Paradise" című kislemezükhöz a Rexonával együttműködve.
A "Habibi" kislemeze és klipje október 19-én jelent meg, amelyet Libanonban és Dubajban forgattak a csoport többi tagjával. A videó az első két napban több mint 7 millió megtekintést eredményezett.
A "Golden" kislemez és videóklip október 28-án jelent meg Savannah énekével, két nappal később pedig az összes digitális streaming platformon megjelent a kislemez. Október 31-én a Now United előadta a "Come Together" -t a Global Village Dubai-ban. Ez volt Nour első fellépése a csoporttal, Joalin visszatérése egy év után és a csoport első fellépése a világjárvány óta. November 7-én a Now United kiadott egy újabb kislemezt és egy videoklipet, "One Love" néven az R3HAB. Ez a videoklip több mint 3,7 millió megtekintést ért el az első 24 órában.
November 18-án a Now United bemutatott egy előzetest a következő tagról. Ezen a héten a tagok tippeket tártak fel a 17. taggal kapcsolatban. Any kiderítette, hogy az új tag zöld zászlóval rendelkező országból származik. Diarra felfedte, hogy az új tag franciául beszél, Noah pedig kiderítette, hogy az új tag 17 éves. November 30-án a Now United hivatalosan elárulta, hogy az új tag Elefántcsontpartról származik. Másnap hivatalosan is kiderült az új tag, Mélanie Thomas.
November 28-án a Now United kiadta a Paradise című zenei videót, amely bemutatta az Unitereket és a koreográfiát, amelyet néhány Uniter készített a Rexona Dance Studio partnerével.
December 3-án a Now United elárulta, hogy új fiútagot keresnek, aki hivatalosan 2021 tavaszán csatlakozik hozzájuk. Másnap a Now United arra kérte az Unitereket, hogy küldjék el tételeiket az új tagért, és a világ bármely pontjáról származhat. December 5-én a Now United Goodbye Dance Party-t tartott, ezzel véget ért az Egyesült Arab Emírségekben töltött tartózkodásuk. December 10-én az összes digitális streaming platformon megjelent a "Pas Le Choix" kislemez. A klip egy héttel később jelent meg, amelyben a Now United lányai, Diarra, Sabina, Shivani, Sofya, Any, Hina, Heyoon, Sina, Joalin, Savannah, Nour és Mélanie lépett fel. Ez a kislemez jelenti az első dalt, ahol az összes tag vonalakkal rendelkezik, és több nyelven énekeltek, többek között francia, angol, spanyol, portugál, hindi, orosz, német, japán, koreai és arab nyelven. A videoklip a megjelenést követő első 24 órában több mint 2,4 millió megtekintést kapott. December 30-án "Hewale" néven kiadtak egy videoklipet, amelyben Mélanie és Diarra szerepelt. A dal az első alkalom, hogy a szöveg angolul, franciául és wolof-ban szól. A videoklip az első 24 órában több mint 1,3 millió megtekintést kapott. A klip végén felidézték, hogy a "Hewale" erőt jelent. December 31-én közzétettek egy videót "How Far We Come – (The Journey So Far)" címmel, amely a csoport évekbeli útjának összeállítását tartalmazza.

### 2021: Now Love, Új Tag és a Love, Love, Love: A Musical
A csoportnak 2021. január 8-án kezdődött meg amikor debütált első kislemezük ebben az évben a "How Far We've Come". A videóklipet Dubajban forgatták egy sivatagban. A következő kislemez ami debütált január 15-én jelent meg, a címe pedig "Lean On Me". A videóklip forgatásában segített Nicki Andersen koreográfus, a helyszín pedig a Emirates Place in Dubai volt. A videóklip pár órán belül milliós nézettséget ért el. Még ebben a hónapban debütál az "All Around The World" is január 29-én. Sok idő után ez volt az első olyan videóklip amiben mind a 17 tag szerepelt. A klipet a tagok a saját országukban forgatták. Az első klip ami Márciusban debütált a "Paradise" című kislemezhez készült, a neve pedig "Paradise – Official Memories Video", a klip március 9-én debütált. Később március 16-án megjelent az egyik videóklip a "Turn It Up". Ez az a egyik kislemez ami partnerségben áll a KitKattel. A videóklip forgatásait Riviera Mayán csinálták.
Április 9-én Los Angelesből, Malibuba utaztak a srácok. Április 10-én jelent meg a "Fiesta" című kislemez, amit még Mexikóban forgattak, abban a cancuni hotelkertben, ahol a tagok megszálltak. A pár nap forgatás után, április 13-án Hawaii-ra utaztak. Ebben a hónapban debütált a "Baila" április 26-án, pár órán belül milliós nézettséget generált. Április 25-én kiderült az, hogy a 18.tag Spanyolországból származik és április 28-án pedig fény derült az új tag kilétére, az új tag 15 éves és a neve Alex Mandon Rey.
Május 1-jén megjelent a "Let The Music Move You" című kislemezhez a hivatalos videóklip. A következő megjelenés május 8-án volt, itt megjelent a "Show You How To Love" című kislemezhez a videóklip amit Malibuban forgattak. Ez a kislemez tavaly jelent meg videóklip nélkül. következő videóklip május 28-án jelent meg. A kislemez "Nobody Like Us" névre hallgat és partnerségben áll az amerikai ruhacéggel a Forever 21-gyel. A klip Hawaii-on készült. 
Június 1-jén a csoport bejelentette, hogy 1 hónap múlva megrendezik az online koncertjüket, a Now Love Live Show-t. Június 18-án jelent meg a "NU Party" kislemez. Ez az a videóklip, amit Malibuban forgattak Lamarral, ebben a klipben sok idő után újra megjelent. A hónap másik nagy bejelentése június 28-án történt, a csoport bejelentette, hogy megrendezi az első saját virtuális táborukat. Az esemény neve Camp Now United 2021. Július 1-jén volt, a Now Love Live Show. Ezen az eseményen volt először hallható a srácok legújabb, hamarosan debütáló zenéje a "Wave Your Flag", ezen kívül további 14 zenét hallhattunk, amik már megjelentek. Az esemény a Louvre Abu Dhabiban rendezték meg. Ezen kívül ugyan ezen a napon, azok akik előfizetők a YouTube Prémiumra, láthattak egy exkluzív élő adást. 
A Camp Now United 2021 helyszíne Brazília, azon belül is egy titkos sziget ahol a srácok 3 hetet fognak tölteni, július 6-án kezdődött. A hónap egyetlen videóklipje július 14-én jelent meg ami "Wave Your Flag" névre hallgat. A klipet a Louvre Abu Dhabiban forgatták, emellett ez volt Alex első videóklipje mint 18.tag. Július 15-én a csoport egy kör e-mailban bejelentette, hogy elindítja az első Camp Now United Competition-t, ahol kiválasztanak 12 tehetséges embert akik elmennek velük Abu Dhabiba. Július 26-án, a Nyári Olimpián Tokióban, a rendezvény DJ-je az egyik versenyen lejátszotta a "Wave Your Flag" című zenét.
Augusztus 16-án a csoport kiadta a Love, Love, Love: A Musical első előzetesét. A musicalt még az év elején forgátták és Sain Luis Obispo adott a forgatásnak otthont. A musical augusztus 28-án jelent meg a csoport YouTube csatornáján, 3 új számot hallhattak a nézők, a "When Your Love Somebody", "Momento" és a "Dance Like That" szerzeményeket. A későbbiekben több tag is kifejtette véleményét, miszerint, nem volt nehéz dolguk a színészkedéssel, ugyanis saját magukat kellett alakítaniuk. Szeptemberben megkezdődött a várva várt Bootcamp aminek keretein belül 12 szerencsés ember csatlakozhatott a csoporthoz Abu-Dzabiban. A hónapban megjelent az "Ikou" kislemez és videóklip amit még Mexikóban forgattak. Szeptemberben debütált a streaming platformokon a musicalben hallható 3 dal is. 27-én bejelentették, hogy a csoport kollaborál a Shein X Rock the Runway online fashion show-al. Október 3-án felléptek a portugáliai Globos de Ouro Awards-on a "Wave Your Flag" című kislemezzel. Még a szeptemberi bootcamp alatt a Now United tagjai és a bootcamp tagjai kiadták közösen a "Come Together" új verzióját videóklip formájában, amiben a 12 szerencsés nyertes is szerepet kapott, ezen kívül megjelent a "Good Days" című szerzemény is ami a bootcamp tagjainak szerzeménye volt. Ezen kívül a csoportnak is jelentek meg kislemezei, mint a "Future Me", amit Abu-Dzabiban forgattak, az "I Got You" és az "Anything For You", amit pedig Portugáliában.
November elején Any Gabrielly a csoport braziliai tagja, bejelentette egy interjúban, hogy a csoport 2022-ben újra turnéra indul, és Brazília is az állomások listáján szerepel. A hónap végén, november 21-én, hivatalosan is bejelentették, hogy elindul a Wave Your Flags World Tour, ami keretein belül fellépnek Brazíliában és Portugáliában.
A Domingao com Huck TV-műsor keretein belül a csoport fellépet egy videó keretein belül 3 kislemezükkel, ami december 12-én jelent meg. A hónapban több dátumot is adtak hozzá a jövő évi turnéjuk brazíliai állomásaihoz a nagy kereslet miatt. A hónapban megjelent a "Badna Nehlam" és december 29-én bejelentették a következő kislemezüket, a "Jump"-ot amiben közreműködött Alta B és R3HAB is, mint producer. A videóklip partnerségben állt a Verizon céggel.

### 2022: Wave Your Flag World Tour, Forever United, New-Old Members
Sabina Hidalgo, a csoport mexikói tagja, február 24-én bejelentette terhességét, és ezen túl azt is, hogy a csoport tagja marad ezek után is, csak kevesebbet lesz aktív terhessége miatt, de a turnét még befejezi.
Az év első kislemeze a csoportól a "Heartbreak On The Dancefloor" volt, ami március 4-én jelent meg. A hónapban elstartolt a Wave Your Flag World Tour, amin keretein belül nem csak az eddig kiadott zenék voltak hallhatóak, hanem a Mélanie Thomas által énekelt jövőbeli kislemez, az "All Night Long" is. Shivani Paliwal születésnapján, a koncerten hallható volt szintúgy egy jövőbeli kislemez az "It's Your Birthday", ami egy születésnapi dal a csoporttól. A Wave Your Flag World Tour brazíliai állomásai után a csoport áprilisban elkezdte a portugáliai turnust. Április 1-jén a show első koncertjén Liszabonban a csoport először lépett fel 15 taggal, ugyanis ezen a koncerten Joalin Loukamaa is fellépet, aki már régóta nem volt jelen a csoport életében. Miután a utolsó show is lement, a csoport fellépett a Got Talent Portugal-ban. A "Heartbreak On The Dancefloor" videóklipje május 20-án jelent meg, ami a Vevo által volt kiadva.
Júniusban kiderült, hogy a csoporttól érkezik egy újabb musical, ami már nagyobb költségvetésű és professzionálisabb lesz, mint az előző, ezzel kapcsolatos munkálatok már a hónapban elkezdődtek. Júliusban a csoport "Jump" videóklipje felkerült a Vevo TOP 10-es listájára. A júliusi hónapban a csomort imidzs váltáson esett át, megváltoztatták a csoport logóját, minden social platformon.
Augusztus 5-én Sabina Hidalgo bejelentette, hogy egy nappal ezelőtt világrahozta első gyermekét, Enzo-t. Ezután az énekesnő szünetett tartott a csoportól, hogy gyermekére és családjára tudjon fókuszálni. Augusztus 10-én megjelent a "Like Me" kislemez ami Eric Kupper által volt remixelve, ez volt az első kislemez ami a csoport új imidzsével jelent meg.
Szeptemberben a csoport bejelentette, hogy egy újabb turné veszi kezdetét novemberben Forever United néven. A turné ugyan úgy brazil és portugál helyszíneket tartalmazott, mint év elején a Wave Your Flag World Tour. A turné keretén belül a csoport fellépett Sao Pauloban, Liszabonban és Bragaban. Ugyan ezen a napon, szeptember 22-én Any Gabrielly bejelentette, hogy a turné után szóló karrierrbe kezd, Simon Fuller menedzselése alatt, és segíti a új brazil tag megtalálasa korüli munkálatokat. Október 18-án a következő tag, Noah Urrea, aki az USA-t kepviselte, bejelentette, hogy ő is szóló karrierbe kezd a turné után és Amerikát innentől Zane Carter fogja képviselni a csoportban, akit már a tavalyi bootcamp alatt megismerhettek a rajongók. Egy nappal később a csoport és a vezetőség bejelentette, hogy várja a tehetségeket Portugáliából aki majd az országot fogja képviselni, mint 19.tag. A hónapban jelent meg az "All Night Long" című kislemez, ami meg a Wave Your Flag World Touron volt hallható.
November 10-én egy újabb tag jelentette be szóló karrierjét, aki most Josh Beauchamp volt, aki Kanadát képviselte. November 14-én megjelent Noah utolsó saját projektje a csoporttal, ami egy kislemez volt "Good Intentions" néven. A videóklip a tag elmúlt 5 évi emlékeit foglalta össze amit a csoporttal töltött. November 15-én megjelent az első előzetes a következő musicalhez, ami a The Musical: Welcome To The Night Of Your Life címet kapta. November 19-én bejelentették a 4 braziliai finalistát akik közül valaki majd képviselheti Brazíliát. Ugyan ezen a napon elindult a Forever United Tour is Sao Pauloban. A koncert után a csoport több interjút is adott Brazíliában, majd 25-én és 27-én elstartolt a turné utolsó két showja Portugáliában.
Decemberben megjelent a csoport "Clockwork" című kislemeze, ezzel együtt Gabrielly bejelentette, hogy ez az utolsó dala a csoporttal. A hónapban jelent meg Zane Carter feldolgozásában a "True Love Ways", ami elérhető lett minden streaming zenei platformon. A csoport utolsó kislemeze az évben a "Holiday" volt, amivel a csoport hivatalosan is megerősítette egy köremail keretén belül, hogy a 2023-as év a csoport egy új korszakba lép.

### 2023: Új Korszak, Új Tag, turné a S Club-al
Az év elején, januárban, a következő tag aki bejelentette, hogy elhagyja a csoportot Bailey May volt, aki a Fülöp-szigeteket képviselte. Ennek alkalmából január 14-én megjelent az utolsó kislemeze a csoport neve alatt, az "Odo" amit Mélanie Thomassal közössen énekelnek. A hónapban a csoport heti sorozata is új köntöst vett fel YouTube-on. Az eddig The Now United Show néven futó heti sorozatból, This Week With Now United lett.
Februárban, Any Gabrielly, aki már csak formális tagja volt a csoportnak bejelentette, hogy 8 eddig kiadatlan dalt fognak kiadni, az eredeti tagok megünneplésére. Ilyen volt például a "Love Is Love", "Cotton Candy", "Dabke", "Love Myself", "U & Me", "Find Your Fire", "It's Gonna Be Alright" és a "Throwback". Február 16-án, Sina Deinert, aki Németországot képviselte bejelentette, hogy szünetelteti a csoportot, de nem lép ki, ugyanis saját projekteit szerette volna előtérbe helyezni. Ugyan ezen a napon bejelentették, hogy a következő musical az OP3N platformon lesz látható. Szintúgy a hónapban jelentette be Sofya Plotnikova is szünetelését a csoporttól, de nem távozását.
Március elején, miután az utolsó kiadatlan dalt is kiadták amit bejelentettek, Hina Yoshihara is bejelentette távozását a csoporttól, mint Gabrielly, Beauchamp és Urrea. Yoshihara utolsó közös dala a csoporttal március 2-án jelent meg "Rodeo In Tokyo" néven. A következő napon Heyoon Jeong, a dél-kóreai énekesnő jelentette be távozását. Ezen a napon jelent meg a musical első videóklipje is amiben a "I Am" betétdal hallható. Március 4-én újabb tag távozott a csoporttól, ezúttal Shiwani Paliwal. Pár nappal később, sok év után pedig Joalin Loukamaa, aki Finnországot képviselte, is bejelentette, hogy már régóta nem a csoport tagja. Az utolsó kislemez, ami az eredeti tagokkal készült március 10-én jelent meg "Run Till Dark" néven amiben társelőadó volt R3HAB. A musical következő videóklipje a "Welcome To The Night Of Your Life" betétdalt kapta, ami 21-én jelent meg. A következő napon pedig debütált a teljes musical a OP3N platformon. A musical betétdalait tartalmazó teljes album április 21-én jelent meg hivatalosan.
Májusban ismét arculatváltáson esett át a csoport ezúttal teljesen megváltozott a logó a díszlet is. A hónapban jelentették be a Now United: New Dreams keretein belül fogják az új Brazil tag kilétét felfedni. Május 18-án megjelent az első olyan kislemez ami már teljesen az új korszakhoz köthető, ez a "I Love Your Smile" volt, amiben már csak Alex Mandon Rey, Savannah Clarke, Nour Ardakani, Mélanie Thomas és az egyetlen eredeti tag a régi generációból Lamar Morris szerepelt.
Június elsején bejelentették, hogy az új Brazil tag Desirée Silva és másodikán pedig a "Beautiful Life" című kislemez jelent meg az énekesnő feldolgozásában a csoport YouTube csatornáján.
Augusztusban a csoport bejelentette, hogy turnézni indul az Egyesült Királyságba, mint nyitó zenekar a S Club előtt. A turné októberben kezdődött. Még a hónapban, Alex Mandon, aki Spanyolországot képviselte elhagyta a csoportot. Ő volt az első tag aki az új generációból kilépett.
Szeptembernen a csoport fellépett a Kids Choice Awards-on Abu-Dzabiban. Október 19-én elindult a turné az Egyesült Királyságban, és a csoportból fellépett Lamar Morris, Nour Ardakani, Savannah Clarke, Desirée Silva, Mélanie Thomas, Sabina Hidalgo, Sofya Plotnikova és Sina Deinert, emellett a csoporthoz átmeneti időre, a koncert végig csatlakozott Jayna Hughes is, aki a Future X akkori és az Acadamy of Pop tagja volt. 
Novemberben megjelent az első kislemez amiben már Desirée is énekelt, a "Flex That Ego".
2023-ban több tagnak is jelent meg szóló zenéje annak ellenére, hogy a Now Unitedben voltak. Ilyen volt például Savannah Clarketól a "Bad Things", Nour Ardakanitól a "So Good", Zane Cartertől a "Don't You Call Me Up", Mélanie Thomastól a "Misconception", Lamar Morristól a "Bop Bop" és Desiréé Silvatól a "Handle With Care".

### 2024: Egy év kihagyás és csend
A 2024-es év a Now United számára a legrosszabban teljesítő évnek tudható be. Az alapból is már kis létszámmal induló új generációból 2023-ban egy távózótt, és annak ellénére, hogy lépett be egy új tag, Desirée Silva, és más régi tagok is a múlt évben a szünetüket való bejelentés után is nagyobb eseményeken részt vettek a csapattál egy eseménytelen évet tudhat be. A csoportnak ez évben egy fellépése sem volt és kislemezeket sem adtak ki. 
Zane Carter aki 2022-ben, Noah Urrea amerikai tag távozásának bejelentését követően lett az új Amerikát reprezentáló tag, aki már a Forever United Tour-tól a csoportban tevékenykedett. Carter a S Clubal való turnén sem vett részt egészségügyi okok miatt, de a turné után sem lett aktívabb a csoport életében.
A következő tag Lamar Morris volt, aki az egyetlan olyan tag volt a régi generációból, aki aktívan vett részt a csoport életében, de az év folyamán ő is eltávolodott a csoporttól, majd 2025-ben jelentette be, hogy távozott a csoporttól.
A csoport az év folyamán egyszer adott ki kislemezt a csoport neve alatt, ez a "Pata Pata" volt, aminek videóklipjében Jayna Hughes is szerepelt, mint a csoport életében az egész évben. Ezen kívül a csoport, mint tavaly is adott ki szóló zenéket a tagoktól. Ilyen volt Clarketól az "Avalanche", Ardakanitól a "Miles Above The Moon" és Silvatól a "Walk On By" és Mélani Thomastól a "Second At A Time". Egy idő után pedig a heti This Week With Now United című sorozatot YouTubon felváltotta a Golden Memories címen futó, szintén hetente megjelenő sorozat amiben a tagok visszaemlékeztek a régi évekre a csoporton belül.
A csoport az évet egy videóval zárta amiben olyan tagok voltak láthatóak, mint Krystian Wang, aki hivatalosan sosem jelentette be távozását, vagy Bailey May és több régi tag az akkor már csak 4 tagból álló csoporttal kiegészülve. A videóban elhangzott, hogy 2025-re sok meglepetéssel és újdonsággal keszül a csoport a rajongóknak.

### 2025: Új Kezdet
Az év elején egy következő tag jelentette be távozását, ezúttal Mélanie Thomas. Tőle február 4-én jelent meg egy zenés búcsú videó "A Love Letter from Mélanie" néven.
A csoport, így már csak 3 taggal, február 5-én posztolt egy videon minden oldalára, amiben Ardakani és Clarke beharangozták, hogy az évben végre fognak érkezni új tagok és megannyi más vár a rajongókra és magára a csoportra.
Április 27-én újból kikerült egy beharangozó videó, amiben a csoport pár régi tagja, mint Shivani Paliwal, Sina Deinert és Sofya Plotnikova és a csoport jelenlegi tagjai Clarke, Ardakani és Silva bejelentették, hogy 2025-ben a csoport újból turnéra indul. A videóból kiderült tervben van Hongkong, Szaud Arábia, Brazília és Portugália. Emellett azt is bejelentették, hogy hamarosan felfedik a 19.tag kilétét. Május 2-án a csoport posztolt egy képet amin a 19.tag sziluettje volt látható, majd pedig május 4-én bejelentették az új tagot, aki Rachel Manurung indonéziai. Május 18-án újabb tagok jelentettek be, ezúttal Jayna Hughes-t, aki már az elmúlt években is a csoporttal volt együtt látható, mint például 2023-ban S Club turnén. Jayna a Fülöp-szigeteket képviseli, mint elődje, Bailey May. A csoport újra hivatalossá tette, hogy egy újabb keresést indít a Portugáliát képviselni fogó tag miatt, és ezzel egy időben, Krystian Wang, aki Kínát képviselte a csoporton belül 2020-ig, egy videó keretén belül jelentette be, hogy elindult a hongkongi származású tag keresése is. 

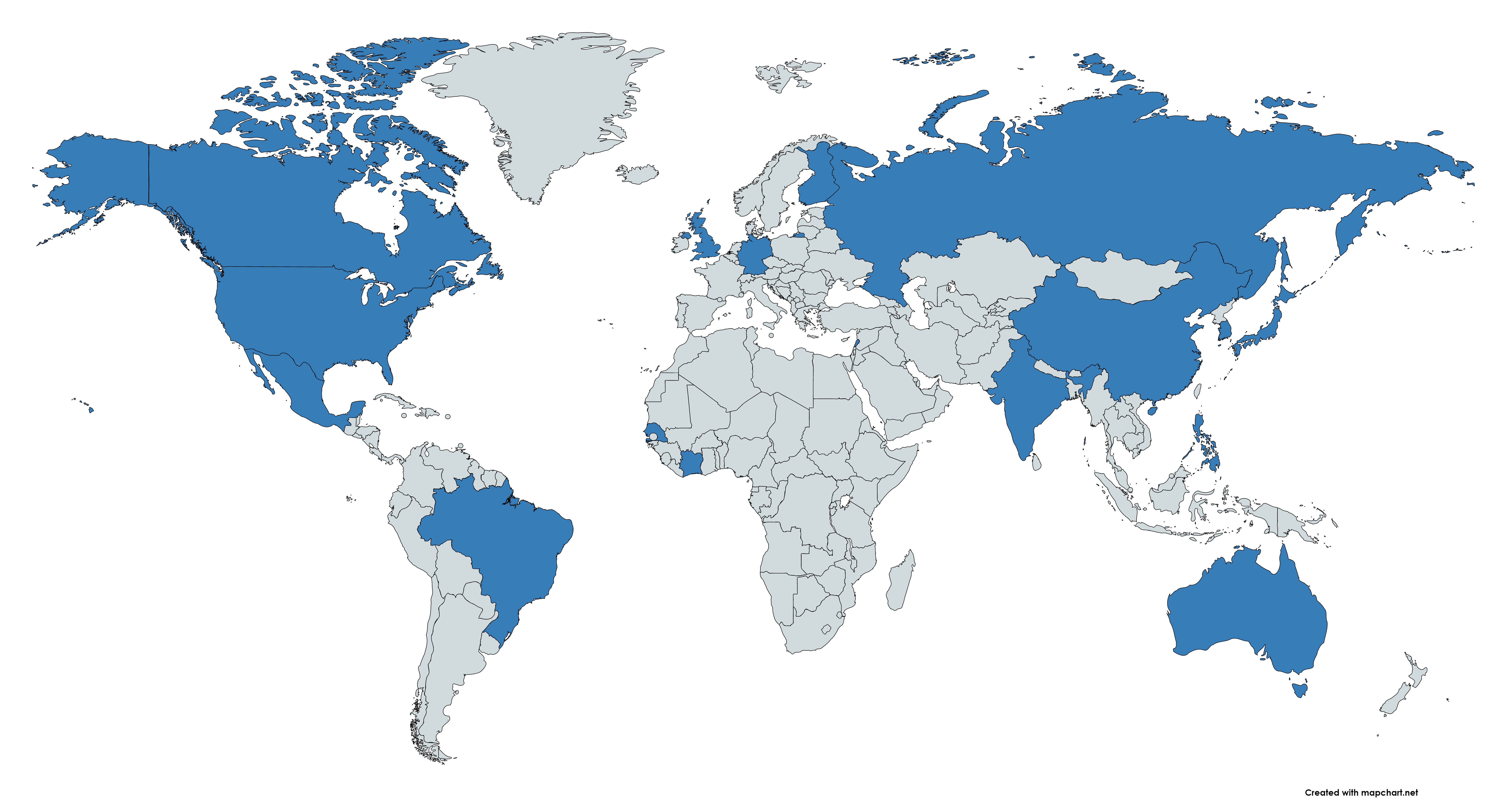
A tagokat képviselő országaik

## Tagok
| No.           | Ország                    | Név              | Debütálás     | Távozás       |
| Eredeti Tagok | Eredeti Tagok             | Eredeti Tagok    | Eredeti Tagok | Eredeti Tagok |
| ------------- | ------------------------- | ---------------- | ------------- | ------------- |
| 1             | Szenegál                  | Diarra Sylla     | 2017          | 2020          |
| 2             | Egyesült Királyság        | Lamar Morris     | 2017          | 2024          |
| 3             | Mexikó                    | Sabina Hidalgo   | 2017          | Inaktív       |
| 4             | India                     | Shivani Paliwal  | 2017          | Inaktív       |
| 5             | Oroszország               | Sofya Plotnikova | 2017          | Inaktív       |
| 6             | Brazília                  | Any Gabrielly    | 2017          | 2022          |
| 7             | Amerikai Egyesült Államok | Noah Urrea       | 2017          | 2022          |
| 8             | Kína                      | Krystian Wang    | 2017          | 2020          |
| 9             | Fülöp-szigetek            | Bailey May       | 2017          | 2023          |
| 10            | Japán                     | Hina Yoshihara   | 2017          | 2023          |
| 11            | Dél-Korea                 | Heyoon Jeong     | 2017          | 2023          |
| 12            | Németország               | Sina Deinert     | 2017          | Inaktív       |
| 13            | Finnország                | Joalin Loukamaa  | 2017          | 2022          |
| 14            | Kanada                    | Josh Beauchamp   | 2017          | 2022          |
| Új Tagok      |                           |                  |               |               |
| 15            | Ausztrália                | Savannah Clarke  | 2020          | Aktív         |
| 16            | Libanon                   | Nour Ardakani    | 2020          | Aktív         |
| 17            | Elefántcsontpart          | Mélanie Thomas   | 2020          | 2025          |
| 18            | Spanyolország             | Alex Mandon Rey  | 2021          | 2023          |
| 7             | Amerikai Egyesült Államok | Zane Carter      | 2022          | 2024          |
| 6             | Brazília                  | Desirée Silva    | 2023          | Aktív         |
| 19            | Indonézia                 | Rachel Manurung  | 2025          | Aktív         |
| 9             | Fülöp-szigetek            | Jayna Hughes     | 2025          | Aktív         |
| TBD           | Portugália                | TBD              | 2025          | Aktív         |
| TBD           | Hongkong                  | TBD              | 2025          | Aktív         |

## Diszkográfia
Lásd Now United-diszkográfia.

## Filmográfia

### Films
| Év   | Cím                                            | Felület | Megjegyzések |
| ---- | ---------------------------------------------- | ------- | ------------ |
| 2021 | Love, Love, Love. A Musical                    | Youtube | Rövid film   |
| 2023 | The Musical: Welcome To The Night Of Your Life | OP3N    | Musical      |

### Online műsorok
| Év              | Cím                                            | Felület | Epizódok                                                         | Megjegyzések                                                           | Ref. |
| --------------- | ---------------------------------------------- | ------- | ---------------------------------------------------------------- | ---------------------------------------------------------------------- | ---- |
| 2018            | Now United – Meet the Group                    | Youtube | 1                                                                | Különlegesség                                                          |      |
| 2018            | Now United – Singing and Dancing Without Music | Youtube | 14                                                               | Különlegesség                                                          |      |
| 2018            | Now United in Moscow, Russia                   | Youtube | 6                                                                | Vlog                                                                   |      |
| 2018            | Now United in Kitzbüel, Austria                | Youtube | 2                                                                | Vlog                                                                   |      |
| 2018            | We Are Now United / This Is Me                 | Youtube | Indít                                                            | Különlegesség a tagok magánéletéről.                                   |      |
| 2018            | Now United – Why I Dance x Rexona Dance Studio | Youtube | Indít                                                            | Különlegesség a Rexona Dance Studio-val.                               |      |
| 2018            | Dreams Come True: The Documentary              | Youtube | 1                                                                | Dokumentumfilm                                                         |      |
| 2018 – 2022     | The Now United Show                            | Youtube | 1. évad – 25 2. évad – 44 3. évad – 46 4. évad – 52 5. évad – 51 | Backstage videók a koncertekről, turnékról, forgatásokról.             |      |
| 2018 – 2022     | Meet...from...                                 | Youtube | 17                                                               | Különlegesség                                                          |      |
| 2019            | The Road to Dreams Come True                   | Youtube | 20                                                               | Backstage felvételek a Dreams Come True Tour-ról.                      |      |
| 2020            | Dance Parties                                  | Youtube | 4                                                                | Élő adás amit a tagok forgattak otthonukban a COVID-19 pandémia alatt. |      |
| 2020            | Now United Cartoons                            | Youtube | 4                                                                | Animációs mese a csoportról.                                           |      |
| 2023 – jelenleg | This Week With Now United                      | Youtube |                                                                  | Backstage videók a koncertekről, turnékról, forgatásokról.             |      |
| 2024 – jelenleg | Golden Memories                                | Youtube |                                                                  | Különlegességek                                                        |      |

## Turnék

### Fő turnék
- Dreams Come True Tour (2019)
- Wave Your Flag World Tour (2022)
- Forever United Tour (2022)

### Promó turnék
- Promo World Tour (2018)
- World Tour 2019 Presented by YouTube Music (2019)

### Online koncertek
- Now Love Live from Abu Dhabi (2021)

### Nyitó előadó turnék
- S Club – The Good Times Tour (2023)

### Törölt turnék
- Come Together Tour (2020)

## Díjak és jelölések
| Év   | Díj                           | Kategória                      | Munkát jelöltek            | Eredmény | Ref.          |
| ---- | ----------------------------- | ------------------------------ | -------------------------- | -------- | ------------- |
| 2018 | BreakTudo Awards              | Debut Videoclip                | "Summer In The City"       | Jelölt   | [ 40 ] [ 41 ] |
| 2019 | Meus Prêmios Nick             | Favourite International Artist | Now United                 | Jelölt   | [ 42 ] [ 43 ] |
| 2019 | Meus Prêmios Nick             | Year's Fandom                  | Now United                 | Nyert    | [ 42 ] [ 43 ] |
| 2019 | BreakTudo Awards              | International Newcomer         | Now United                 | Nyert    | [ 44 ]        |
| 2019 | Prêmio Jovem Brasileiro       | Year's Rookie K-Pop            | Now United                 | Nyert    | [ 45 ]        |
| 2019 | Prêmio Contigo! Online        | International Newcomer         | Now United                 | Nyert    | [ 46 ]        |
| 2020 | Kids Choice Awards            | Brazilian Fandom               | Now United                 | Nyert    | [ 47 ]        |
| 2020 | Tudo Információs Díjak        | Group of the Year              | Now United                 | Jelölt   | [ 48 ]        |
| 2020 | Tudo Információs Díjak        | Artist Boom                    | Now United                 | Nyert    | [ 49 ]        |
| 2020 | Prêmio Jovem Brasileiro       | Bombastic Clip                 | "Come Together"            | Jelölt   | [ 50 ]        |
| 2020 | Meus Prêmios Nick             | International Hit              | "Come Together"            | Nyert    | [ 51 ] [ 52 ] |
| 2020 | Meus Prêmios Nick             | Fandom of the Year             | Now United                 | Nyert    | [ 51 ] [ 52 ] |
| 2020 | Meus Prêmios Nick             | Favorite International Artist  | Now United                 | Nyert    | [ 51 ] [ 52 ] |
| 2020 | Meus Prêmios Nick             | Epic KCA Winners               | Now United                 | Nyert    | [ 53 ]        |
| 2020 | BreakTudo Awards              | International group            | Now United                 | Jelölt   | [ 54 ] [ 55 ] |
| 2020 | BreakTudo Awards              | International Fandom           | Now United                 | Jelölt   | [ 54 ] [ 55 ] |
| 2020 | MTV Video Music Awards        | Best Group                     | Now United                 | Jelölt   | [ 56 ]        |
| 2020 | Kids Choice Awards Mexikó     | World Hit                      | "Come Together"            | Jelölt   | [ 57 ] [ 58 ] |
| 2020 | Capricho-díjak                | International Hit              | "Come Together"            | Nyert    | [ 59 ]        |
| 2020 | Capricho-díjak                | International Group            | Now United                 | Nyert    | [ 59 ]        |
| 2020 | Prêmio Todateen               | Group if the year              | Now United                 | Jelölt   | [ 60 ]        |
| 2020 | Prêmio Todateen               | International Hit              | "Come Together"            | Nyert    | [ 60 ]        |
| 2021 | Kids Choice Awards            | Favourite Global Music Star    | Savannah Clarke            | Jelölt   |               |
| 2021 | Kids 'Choice Awards Australia | Aussie/Kiwi Legend of the Year | Savannah Clarke            | Nyert    |               |
| 2021 | Kids 'Choice Awards Brasilia  | Brazilian Fandom               | Now United                 | Nyert    |               |
| 2021 | Murex D'or Award              | Best Arabic Song               | "حبيبي" (Habibi in Arabic) | Jelölt   |               |
| 2021 | Murex D'or Award              | 2021 Murex D'or Audience       | Nour Ardakani              | Jelölt   |               |
| 2021 | Flame Roem World Awards 2021  | Grupo de Pop do Ano            | Now United                 | Jelölt   |               |
| 2021 | Break Tudo Awards 2021        | Grupo Internacional            | Now United                 | Jelölt   |               |
| 2021 | Break Tudo Awards 2021        | Fandom Internacional           | Uniters                    | Jelölt   |               |
| 2021 | Break Tudo Awards 2021        | Crush Internacional            | Josh Beauchamp             | Nyert    |               |
| 2021 | Break Tudo Awards 2021        | Crush do Ano                   | Any Gabrielly              | Jelölt   |               |
| 2021 | Meus Prêmios Nick             | Criador Genial                 | Any Gabrielly              | Jelölt   |               |
| 2021 | Meus Prêmios Nick             | Hit Internacional do Ano       | "Lean On Me"               | Jelölt   |               |
| 2021 | Meus Prêmios Nick             | Clipe do Ano                   | "Lean On Me"               | Jelölt   |               |
| 2021 | Meus Prêmios Nick             | Fandom do Ano                  | Uniters                    | Jelölt   |               |
| 2021 | Meus Prêmios Nick             | Grupo Musical Favorito         | Now United                 | Jelölt   |               |
| 2021 | Arab Women Awards             | Young Talent Award             | Nour Ardakani              | Nyert    |               |
| 2021 | Channel R Radio Awards        | Best New Artist                | Now United                 | Jelölt   |               |
| 2021 | Acervo Music Awards           | Música Do Ano                  | "Wave Your Flag"           | Nyert    |               |
| 2022 | Kids' Choice Awards Australia | Aussie/Kiwi Legend of The Year | Savannah Clarke            | Nyert    |               |
| 2022 | Acervo Music Awards           | Collab of the year             | "Jump" ft. Alta B          | Nyert    |               |
| 2022 | Acervo Music Awards           | Global Social Artist           | Now United                 | Nyert    |               |
| 2022 | Acervo Music Awards           | Pop Act of the year            | Now United                 | Nyert    |               |
| 2022 | Damebe                        | Best Team                      | Now United                 | Nyert    |               |

## Fordítás
Ez a szócikk részben vagy egészben  a   Now United című angol Wikipédia-szócikk ezen változatának fordításán alapul.  Az eredeti cikk szerkesztőit annak laptörténete sorolja fel. Ez a jelzés csupán a megfogalmazás eredetét és a szerzői jogokat jelzi, nem szolgál a cikkben szereplő információk forrásmegjelöléseként.